# ノヴェンタ・ヴィチェンティーナ
ノヴェンタ・ヴィチェンティーナ（伊: Noventa Vicentina）は、イタリア共和国ヴェネト州ヴィチェンツァ県にある、人口約8,900人の基礎自治体（コムーネ）。

## 地理

### 位置・広がり

#### 隣接コムーネ
隣接するコムーネは以下の通り。括弧内のPDはパドヴァ県所属を示す。
- アグリアーロ
- ボルゴ・ヴェーネト (PD)
- カンピーリア・デイ・ベーリチ
- ロッツォ・アテスティーノ (PD)
- オスペダレット・エウガーネオ (PD)
- ポイアーナ・マッジョーレ
- ソッサーノ

### 気候分類・地震分類
気候分類では、zona E, 2490 GGに分類される。
また、イタリアの地震リスク階級 (it) では、zona 3 (sismicità bassa) に分類される。

## 行政

### 分離集落
ノヴェンタ・ヴィチェンティーナには、以下の分離集落（フラツィオーネ）がある。
- Are, Caselle, Saline

## 姉妹都市
- アジアーゴ、イタリア